# 1995. évi XL. törvény
Az 1995. évi XL. törvény az Országgyűlés által alkotott első olyan egységes magyar törvény volt, mely a közbeszerzés legfontosabb elveit, szabályait és intézményeit állapította meg. A törvény a rendszerváltás és a nyugati integrációval kapcsolatos jogharmonizáció egyik legfontosabb jogszabálya volt, összefüggésben a jogállam és a piacgazdaság kiépülésével. 1995 és 2004 között volt hatályban.

## Története
A második világháború után, a szocializmus időszakában nem létezett közbeszerzés, mivel nem volt piac, az állam tulajdonában álló termelő és szolgáltató vállalatok pedig nem versenyeztek egymással. Arra sem volt szükség, hogy az állami kiadások átláthatók legyenek a polgárok számára. A közbeszerzés első csírái az 1980-as években jelentek meg a versenytárgyalás szabályozásával.
A közbeszerzési törvény megalkotásának közvetlen oka az volt, hogy Magyarország kötelezettséget vállalt a jogharmonizációra és arra, hogy a közbeszerzési piacon a közösségi vállalatoknak nemzeti elbánást biztosít. A nemzeti elbánás alapján ezek a külföldi vállalatok ugyanazokkal a jogokkal és lehetőséggel rendelkezhetnek, mint a hazai vállalatok. Mindezt a Magyar Köztársaság és az Európai Közösségek és azok tagállamai között társulás létesítéséről szóló, Brüsszelben, 1991. december 16-án aláírt Európai Megállapodás 66. Cikke rögzítette, melynek címe „A verseny és más gazdasági rendelkezések” volt.
A törvényjavaslat a közbeszerzésekről szóló hat európai közösségi irányelv szabályaira épült, de a GATT (General Agreement on Tariff and Trade, Általános Vámtarifa- és Kereskedelmi Egyezmény) Kormányzati Beszerzésekről szóló Kódexe, a közbeszerzések tárgyában született UNIDROIT-mintatörvény, továbbá az 1934-es Közszállítási Szabályzat egyes normái is beleépültek.

### Célok
A törvényi szabályozás alapjait kormányhatározat fogalmazta meg. A szabályozás céljai voltak: 
- rögzítse a közbeszerzések racionális költségkihatását elősegítő eljárás szabályait,
- állapítsa meg a közpénzből beszerzett javak optimális minőségét,
- biztosítsa az államháztartási forrásokból lebonyolított beszerzések átláthatóságát,
- erősítse a verseny megvalósulását,
- támogassa a magyar gazdaság érdekeinek érvényesítését a nemzetközi szerződésekben vállalt kötelezettségeink teljesítése mellett, illetve a fennálló viszonosság keretei között.[2]

### Hatásvizsgálat
A jogszabály megalkotása előtt a várható költség- és államháztartási hatásokról a Pénzügyminisztérium hatásvizsgálatot végzett. E szerint évente 600-800 közbeszerzési eljárás indulhat majd és abban 5000 szervezet vehet részt ajánlatkérőként vagy ajánlattevőként. A közbeszerzéssel érintett beszerzések összege 273 Mrd forint lehet, melyből 110-120 Mrd Ft lesz a versenyeztetési eljárás alá eső hányad. A vizsgálat azt is megállapította, hogy mivel a versenytárgyalás intézménye már létezett a magyar jogban, ezért legfeljebb néhány %-os megtakarítás lesz elérhető az új törvény hatályba lépésével.

### Kihirdetés, módosítás, hatály
Az Országgyűlés a közbeszerzésekről szóló 1995. évi XL. törvényt 1995. május 9-én fogadta el. A Magyar Közlöny 1995/41. számában, 1995. május 26-án hirdették ki. 1995. november 1-jén lépett hatályba és az Európai Unióhoz való csatlakozás napján, 2004. május 1-jén vesztette a hatályát. A 2003. évi CXXIX. törvény helyezte hatályon kívül.

## Tartalom
A törvény a kihirdetésekor 98 §-t és 9 mellékletet tartalmazott. A mellékletek az eljárások lebonyolításához szükséges hirdetménymintákat tartalmazták (pl. előzetes összesített tájékoztató, ajánlati felhívás, összegzés az eljárás eredményéről). A jogszabály hat részre tagolódott:
- Első rész: Általános rendelkezések (mely szervezetek és beszerzések tartoznak a törvény hatálya alá, értelmező rendelkezések)
- Második rész: A Közbeszerzések Tanácsa (a Tanács, a Közbeszerzési Döntőbizottság és a közbeszerzési biztosok)
- Harmadik rész: A közbeszerzési eljárás (alapelvek: a verseny tisztaságának és átláthatóságának biztosítása, esélyegyenlőség biztosítása, nemzeti elbánás elve; eljárásfajták: nyílt, meghívásos és tárgyalásos)
- Negyedik rész: A közbeszerzési eljárás alapján megkötött szerződés teljesítése és megszűnése
- Ötödik rész: A közbeszerzéssel kapcsolatos jogorvoslat (döntőbizottsági eljárás és bírói felülvizsgálat)
- Hatodik rész: Záró rendelkezések (hatályba lépés, felhatalmazások, módosuló vagy hatályukat vesztő rendelkezések)

A törvény kógens (szigorú) szabályozást tartalmazott, így szabályaitól csak akkor lehetett eltérni, ha ezt megengedte. Az eljárások nyilvánosságát a Közbeszerzési Értesítő biztosította, ebben a hivatalos lapban kellett megjelentetni a hirdetményeket. A közbeszerzések központosított eljárás keretében történő lefolytatását a Kormány rendelhette el, meghatározva annak személyi és tárgyi hatályát, valamint az ajánlatkérésre jogosultat. A jogszabály többször is módosultː
| Év   | Módosítások száma                       |
| ---- | --------------------------------------- |
| 1995 | Hatályba lépés                          |
| 1996 | 1                                       |
| 1997 | 2                                       |
| 1998 | 1                                       |
| 1999 | 2                                       |
| 2000 | 1                                       |
| 2001 | 1                                       |
| 2002 | 2                                       |
| 2003 | 2                                       |
| 2004 | 3 (A hatályon kívül helyezéssel együtt) |